# Palpada expicta
Palpada expicta är en tvåvingeart som först beskrevs av Walker 1860.  Palpada expicta ingår i släktet Palpada och familjen blomflugor. Inga underarter finns listade i Catalogue of Life.